# Miami Open 2021 - Qualificazioni singolare femminile
Le qualificazioni del singolare femminile del Miami Open 2021 sono un torneo di tennis preliminare per accedere alla fase finale della manifestazione. Le vincitrici dell'ultimo turno sono entrate di diritto nel tabellone principale. In caso di ritiro di una o più giocatrici aventi diritto a queste sono subentrate le lucky loser, ossia le giocatrici che hanno perso nell'ultimo turno ma che avevano una classifica più alta rispetto alle altre partecipanti che avevano comunque perso nel turno finale.

## Teste di serie
1. Misaki Doi (primo turno)
2. Leylah Annie Fernandez (primo turno)
3. Martina Trevisan (primo turno)
4. Kirsten Flipkens (ultimo turno)
5. Tamara Zidanšek (ultimo turno)
6. Varvara Gračëva (ultimo turno)
7. Nina Stojanović (qualificata)
8. Jasmine Paolini (primo turno)
9. Zhu Lin (primo turno)
10. Wang Yafan (primo turno)
11. Viktória Kužmová (ultimo turno, ritirata)
12. Tímea Babos (ultimo turno)

1. Tereza Martincová (qualificata)
2. Aliona Bolsova (qualificata)
3. Sara Errani (primo turno)
4. Greet Minnen (ultimo turno)
5. Anna Karolína Schmiedlová (ultimo turno)
6. Elisabetta Cocciaretto (qualificata)
7. Caty McNally (primo turno)
8. Océane Dodin (qualificata)
9. Kristie Ahn (ultimo turno)
10. Anna-Lena Friedsam (ultimo turno)
11. Ljudmila Samsonova (qualificata)
12. Astra Sharma (primo turno)

## Qualificate
1. Hailey Baptiste
2. Mihaela Buzărnescu
3. Cvetana Pironkova
4. Aliona Bolsova
5. Océane Dodin
6. Ljudmila Samsonova

1. Nina Stojanović
2. Olga Danilović
3. Tereza Martincová
4. Kristína Kučová
5. Renata Zarazúa
6. Elisabetta Cocciaretto

## Tabellone

### Legenda
| - Q = Qualificato - WC = Wild card - LL = Lucky loser | - ALT = Alternate - SE = Special Exempt - PR = Protected Ranking | - w/o = Walkover - r = Ritirato - d = Squalificato |

### Sezione 1
|  | Primo turno | Primo turno           | Primo turno           | Primo turno | Primo turno |  |  | Ultimo turno | Ultimo turno    | Ultimo turno    | Ultimo turno | Ultimo turno |  |
|  |             |                       |                       |             |             |  |  |              |                 |                 |              |              |  |
|  | 1           | Misaki Doi            | 6                     | 0           | 6           |  |  |              |                 |                 |              |              |  |
|  | WC          | Hailey Baptiste       | 1                     | 6           | 7           |  |  | WC           | Hailey Baptiste | Hailey Baptiste | 6            | 6            |  |
|  |             | Usue Maitane Arconada | Usue Maitane Arconada | 4           | 4           |  |  | 16           | Greet Minnen    | Greet Minnen    | 3            | 4            |  |
|  | 16          | Greet Minnen          | Greet Minnen          | 6           | 6           |  |  |              |                 |                 |              |              |  |

### Sezione 2
|  | Primo turno | Primo turno            | Primo turno            | Primo turno | Primo turno |  |  | Ultimo turno | Ultimo turno       | Ultimo turno | Ultimo turno | Ultimo turno |  |
|  |             |                        |                        |             |             |  |  |              |                    |              |              |              |  |
|  | 2           | Leylah Annie Fernandez | Leylah Annie Fernandez | 4           | 2           |  |  |              |                    |              |              |              |  |
|  |             | Mihaela Buzărnescu     | Mihaela Buzărnescu     | 6           | 6           |  |  |              | Mihaela Buzărnescu | 2            | 7            | 7            |  |
|  |             | Leonie Küng            | 7                      | 1           | 4           |  |  | 22           | Anna-Lena Friedsam | 6            | 64           | 5            |  |
|  | 22          | Anna-Lena Friedsam     | 5                      | 6           | 6           |  |  |              |                    |              |              |              |  |

### Sezione 3
|  | Primo turno | Primo turno       | Primo turno       | Primo turno | Primo turno |  |  | Ultimo turno | Ultimo turno      | Ultimo turno      | Ultimo turno | Ultimo turno |  |
|  |             |                   |                   |             |             |  |  |              |                   |                   |              |              |  |
|  | 3           | Martina Trevisan  | 6                 | 1           | 64          |  |  |              |                   |                   |              |              |  |
|  |             | Vol'ha Havarcova  | 4                 | 6           | 7           |  |  |              | Vol'ha Havarcova  | Vol'ha Havarcova  | 0            | 3            |  |
|  |             | Cvetana Pironkova | Cvetana Pironkova | 7           | 7           |  |  |              | Cvetana Pironkova | Cvetana Pironkova | 6            | 6            |  |
|  | 19          | Caty McNally      | Caty McNally      | 6(0)        | 64          |  |  |              |                   |                   |              |              |  |

### Sezione 4
|  | Primo turno | Primo turno      | Primo turno     | Primo turno | Primo turno |  |  | Ultimo turno | Ultimo turno     | Ultimo turno     | Ultimo turno | Ultimo turno |  |
|  |             |                  |                 |             |             |  |  |              |                  |                  |              |              |  |
|  | 4           | Kirsten Flipkens | 4               | 6           | 6           |  |  |              |                  |                  |              |              |  |
|  |             | Whitney Osuigwe  | 6               | 3           | 1           |  |  | 4            | Kirsten Flipkens | Kirsten Flipkens | 4            | 3            |  |
|  | PR          | Coco Vandeweghe  | Coco Vandeweghe | 2           | 3           |  |  | 14           | Aliona Bolsova   | Aliona Bolsova   | 6            | 6            |  |
|  | 14          | Aliona Bolsova   | Aliona Bolsova  | 6           | 6           |  |  |              |                  |                  |              |              |  |

### Sezione 5
|  | Primo turno | Primo turno      | Primo turno      | Primo turno | Primo turno |  |  | Ultimo turno | Ultimo turno    | Ultimo turno    | Ultimo turno | Ultimo turno |  |
|  |             |                  |                  |             |             |  |  |              |                 |                 |              |              |  |
|  | 5           | Tamara Zidanšek  | Tamara Zidanšek  | 6           | 6           |  |  |              |                 |                 |              |              |  |
|  |             | Arina Rodionova  | Arina Rodionova  | 3           | 0           |  |  | 5            | Tamara Zidanšek | Tamara Zidanšek | 1            | 5            |  |
|  | WC          | Mirjam Björklund | Mirjam Björklund | 2           | 1           |  |  | 20           | Océane Dodin    | Océane Dodin    | 6            | 7            |  |
|  | 20          | Océane Dodin     | Océane Dodin     | 6           | 6           |  |  |              |                 |                 |              |              |  |

### Sezione 6
|  | Primo turno | Primo turno        | Primo turno        | Primo turno | Primo turno |  |  | Ultimo turno | Ultimo turno       | Ultimo turno       | Ultimo turno | Ultimo turno |  |
|  |             |                    |                    |             |             |  |  |              |                    |                    |              |              |  |
|  | 6           | Varvara Gračëva    | Varvara Gračëva    | 7           | 6           |  |  |              |                    |                    |              |              |  |
|  | Alt         | Gabriela Dabrowski | Gabriela Dabrowski | 5           | 2           |  |  | 6            | Varvara Gračëva    | Varvara Gračëva    | 2            | 4            |  |
|  |             | Monica Niculescu   | 6                  | 0           | r           |  |  | 23           | Ljudmila Samsonova | Ljudmila Samsonova | 6            | 6            |  |
|  | 23          | Ljudmila Samsonova | 2                  | 4           |             |  |  |              |                    |                    |              |              |  |

### Sezione 7
|  | Primo turno | Primo turno           | Primo turno | Primo turno | Primo turno |  |  | Ultimo turno | Ultimo turno          | Ultimo turno          | Ultimo turno | Ultimo turno |  |
|  |             |                       |             |             |             |  |  |              |                       |                       |              |              |  |
|  | 7           | Nina Stojanović       | 4           | 6           | 6           |  |  |              |                       |                       |              |              |  |
|  | WC          | Linda Fruhvirtová     | 6           | 4           | 2           |  |  | 7            | Nina Stojanović       | Nina Stojanović       | 6            | 6            |  |
|  | WC          | Bethanie Mattek-Sands | 6           | 3           | 6           |  |  | WC           | Bethanie Mattek-Sands | Bethanie Mattek-Sands | 4            | 3            |  |
|  | 15          | Sara Errani           | 4           | 6           | 4           |  |  |              |                       |                       |              |              |  |

### Sezione 8
|  | Primo turno | Primo turno          | Primo turno          | Primo turno | Primo turno |  |  | Ultimo turno | Ultimo turno   | Ultimo turno   | Ultimo turno | Ultimo turno |  |
|  |             |                      |                      |             |             |  |  |              |                |                |              |              |  |
|  | 8           | Jasmine Paolini      | 7                    | 1           | 4           |  |  |              |                |                |              |              |  |
|  |             | Olga Danilović       | 62                   | 6           | 6           |  |  |              | Olga Danilović | Olga Danilović | 7            | 6            |  |
|  |             | Francesca Di Lorenzo | Francesca Di Lorenzo | 1           | 4           |  |  | 21           | Kristie Ahn    | Kristie Ahn    | 64           | 3            |  |
|  | 21          | Kristie Ahn          | Kristie Ahn          | 6           | 6           |  |  |              |                |                |              |              |  |

### Sezione 9
|  | Primo turno | Primo turno       | Primo turno       | Primo turno | Primo turno |  |  | Ultimo turno | Ultimo turno      | Ultimo turno      | Ultimo turno | Ultimo turno |  |
|  |             |                   |                   |             |             |  |  |              |                   |                   |              |              |  |
|  | 9           | Zhu Lin           | 610               | 6           | 2           |  |  |              |                   |                   |              |              |  |
|  |             | Harriet Dart      | 7                 | 4           | 6           |  |  |              | Harriet Dart      | Harriet Dart      | 3            | 5            |  |
|  |             | Viktorija Tomova  | Viktorija Tomova  | 4           | 1           |  |  | 13           | Tereza Martincová | Tereza Martincová | 6            | 7            |  |
|  | 13          | Tereza Martincová | Tereza Martincová | 6           | 6           |  |  |              |                   |                   |              |              |  |

### Sezione 10
|  | Primo turno | Primo turno               | Primo turno               | Primo turno | Primo turno |  |  | Ultimo turno | Ultimo turno              | Ultimo turno              | Ultimo turno | Ultimo turno |  |
|  |             |                           |                           |             |             |  |  |              |                           |                           |              |              |  |
|  | 10          | Wang Yafan                | Wang Yafan                | 5           | 2           |  |  |              |                           |                           |              |              |  |
|  |             | Kristína Kučová           | Kristína Kučová           | 7           | 6           |  |  |              | Kristína Kučová           | Kristína Kučová           | 6            | 6            |  |
|  |             | Katarzyna Kawa            | Katarzyna Kawa            | 4           | 3           |  |  | 17           | Anna Karolína Schmiedlová | Anna Karolína Schmiedlová | 2            | 3            |  |
|  | 17          | Anna Karolína Schmiedlová | Anna Karolína Schmiedlová | 6           | 6           |  |  |              |                           |                           |              |              |  |

### Sezione 11
|  | Primo turno | Primo turno      | Primo turno | Primo turno | Primo turno |  |  | Ultimo turno | Ultimo turno     | Ultimo turno | Ultimo turno | Ultimo turno |  |
|  |             |                  |             |             |             |  |  |              |                  |              |              |              |  |
|  | 11          | Viktória Kužmová | 4           | 6           | 6           |  |  |              |                  |              |              |              |  |
|  | WC          | Alex Eala        | 6           | 4           | 2           |  |  | 11           | Viktória Kužmová | 3            | 0            | r            |  |
|  |             | Renata Zarazúa   | 5           | 6           | 7           |  |  |              | Renata Zarazúa   | 6            | 1            |              |  |
|  | 24          | Astra Sharma     | 7           | 3           | 5           |  |  |              |                  |              |              |              |  |

### Sezione 12
|  | Primo turno | Primo turno            | Primo turno            | Primo turno | Primo turno |  |  | Ultimo turno | Ultimo turno           | Ultimo turno | Ultimo turno | Ultimo turno |  |
|  |             |                        |                        |             |             |  |  |              |                        |              |              |              |  |
|  | 12          | Tímea Babos            | 4                      | 6           | 6           |  |  |              |                        |              |              |              |  |
|  |             | Caroline Dolehide      | 6                      | 2           | 2           |  |  | 12           | Tímea Babos            | 6            | 3            | 3            |  |
|  | WC          | Claire Liu             | Claire Liu             | 4           | 4           |  |  | 18           | Elisabetta Cocciaretto | 2            | 6            | 6            |  |
|  | 18          | Elisabetta Cocciaretto | Elisabetta Cocciaretto | 6           | 6           |  |  |              |                        |              |              |              |  |